# Макашёвка (Северо-Казахстанская область)
Макашевка (каз. Макашевка) — село в Тайыншинском районе Северо-Казахстанской области Казахстана. Входит в состав Рощинского сельского округа. Находится примерно в 55 км к западу-северо-западу (WNW) от города Тайынша, административного центра района, на высоте 136 метров над уровнем моря. Код КАТО — 596066500.

## История
Село Макашёвка было основано в 1930 году. Позднее в селе был образован колхоз «Красноармейский» мясо-молочного направления. В 1937 году колхоз был преобразован в машинно-тракторную станцию. В то же период времени в селе были построены столовая, больница, общежитие, почта и начальная школа. В 1936—1944 годы население Макашёвки значительно увеличилось за счёт представителей депортированных народов — корейцев, чеченцев, поляков и немцев.

Согласно информации из архивной справки ФЛК00052/1-04-1н от 28.09.2017 в 1957 году село стало центром новообразованного Макашевского сельсовета, созданного на базе Ворошиловского сельсовета, в составе которого находились села Макашевка, Краматоровка, Клеверное (в настоящее время не существует), Советское (в настоящее время не существует), Октябрьское, Димитровка. В 1959 году был организован колхоз имени Калинина, просуществовавший вплоть до 1996 года.

## Население
В 1999 году численность населения села составляла 622 человека (314 мужчин и 308 женщин). По данным переписи 2009 года, в селе проживало 487 человек (237 мужчин и 250 женщин).